# Scherzo
Scherzo (wł. żart) – forma muzyczna występująca samodzielnie lub jako część utworu cyklicznego. W scherzu wyrazisty rytm oraz artykulacja są ważniejszymi elementami utworu. Najczęściej ma metrum 3/4 oraz formę A-B-A z trio jako częścią środkową.
Pierwotnie scherzo było utworem instrumentalnym (rzadko wokalnym) o charakterze żartobliwym, wchodzącym w skład formy cyklicznej np. suity. Ludwig van Beethoven ustala miejsce scherza w romantycznej symfonii oraz sonacie — zastępowało ono menueta w trzeciej części cyklu. Na początku XIX wieku, głównie za sprawą F. Chopina, scherzo zmienia swój charakter na poważny, niekiedy nawet tragiczny, upowszechnia się również samodzielność scherza.

## Przykłady

### Jako samodzielne utwory

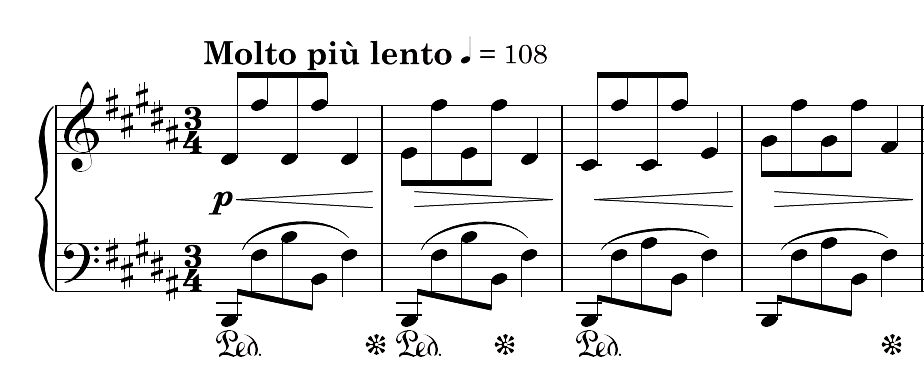
Motyw kolędy Lulajże, Jezuniu ze Scherza h-moll op. 20 Fryderyka Chopina.

- F. Mendelssohn-Bartholdy – Scherzo e-moll z 3 Fantazje op. 16
- F. Chopin – Scherzo h-moll op. 20, b-moll op. 31, cis-moll op. 39, E-dur op. 54
- J. Brahms – Scherzo op. 4

### Jako części utworów cyklicznych
- F. Chopin – cz. II Sonaty b-moll op. 35, cz. II Sonaty h-moll op. 58
- L. van Beethoven – cz. III V. Symfonii c-moll op. 67, cz. III Symfonii nr 3 Es-dur op. 55 "Eroica"
- A. Dvořák – cz. III Symfonii nr 9 e-moll "Z Nowego Świata"
- G. Mahler – cz. III V. Symfonii cis-moll
- J. Brahms – cz. III Kwintetu f-moll op. 34

## Scherzo w literaturze
Termin ten używany jest także w literaturze do nazywania utworów poetyckich o charakterze liryczno-żartobliwym i wyrazistej rytmizacji. Przykładem takiego utworu jest Scherzo Juliana Tuwima.